# Karsten Dahlem
Karsten Dahlem (* 1975 in Limburg an der Lahn) ist ein deutscher Schauspieler, Theater- und Filmregisseur sowie Drehbuchautor.

## Leben
Karsten Dahlem brach eine Ausbildung bei der Polizei ab, um Jura zu studieren. Nebenher jobbte er als Bühnentechniker und fand dadurch Interesse an der Arbeit am Theater, insbesondere auf der Bühne, so dass er schließlich ein Schauspielstudium an der Essener Folkwang Universität der Künste begann. Festengagements hatte Dahlem in der Folge an den Volkstheatern in Wien und München und am Staatsschauspiel Dresden. Gastweise spielte er am Schauspielhaus Bochum und in Berlin an der Schaubühne am Lehniner Platz und am Maxim Gorki Theater. An Letzterem übernahm er auch Regieaufgaben, ebenso am Essener Grillo-Theater, an den Theatern in Oberhausen und Bremen, am Theater der Jungen Welt in Leipzig, am Staatstheater Nürnberg, am Schauspielhaus Düsseldorf sowie an Bühnen in Wien und Linz.
Wiederholt adaptierte Dahlem als Regisseur Romane für die Bühne, so Tschick von Wolfgang Herrndorf und Es bringen von Verena Güntner.
Etwa zehn Jahre lang stand Dahlem auch vor der Kamera und spielte in Filmen und Serien. Seine polizeiliche Ausbildung war Grundlage für den vielfach international ausgezeichneten Film Freier Fall, zu dem er gemeinsam mit Regisseur Stephan Lacant das Drehbuch schrieb. Ebenfalls gemeinsam mit Lacant entstand der Film Fremde Tochter und der Kurzfilm Princess, bei dem Dahlem selbst sein Debüt als Filmregisseur gab. Der Streifen war für den Max-Ophüls-Preis nominiert und wurde auch mit zahlreichen Auszeichnungen bedacht. Es folgte Dahlems  Langfilm-Debüt Die Geschichte einer Familie mit Anna Maria Mühe und Michael Wittenborn in den Hauptrollen. Dahlem erhielt dafür  den Hofer Goldpreis und den Bernhard Wicki Preis in Silber für die beste Regie. Seine Hauptdarstellerin Anna Maria Mühe wurde für ihre Rolle mit dem bayerischen Filmpreis ausgezeichnet.
Karsten Dahlem wird von der Agentur Fitz und Skoglund vertreten. Er ist verheiratet und Vater von zwei Söhnen.

## Filmografie

### Als Schauspieler
- 2000: Schimanski muss leiden
- 2002: Tattoo
- 2002: SK Kölsch – Die Wunderlampe
- 2004: Um Himmels Willen – Hochzeitsglocken
- 2004: Der Ermittler – Nachtschwimmer
- 2006: Lieben
- 2006: Das Geheimnis meines Vaters (20 Folgen als Pit Harms)
- 2007: Agathe kann’s nicht lassen – Das Mörderspiel
- 2007: SOKO Wismar – Treulos
- 2007: Die Familienanwältin – Leben & Sterben
- 2008: Tatort – Der Kormorankrieg
- 2008: Die Versöhnung
- 2009: Die Treue-Testerin – Spezialauftrag Liebe
- 2009: Die Tür
- 2009: Tatort – Neuland
- 2010: Drei
- 2010: Tag und Nacht

### Als Autor
- 2013: Freier Fall
- 2017: Fremde Tochter

### Als Film-Regisseur und Autor
- 2017: Princess (Kurzfilm)
- 2023: Die Geschichte einer Familie (Kinolangfilm)

## Auszeichnungen (Auswahl)
- 2012: Oberhausener Theaterpreis für die beste Regie (Frühlings Erwachen)
- 2016: JugendStückePreis des Heidelberger Stückemarkts für Es bringen am Schauspielhaus Düsseldorf
- 2017: Berliner Kurzfilmrolle für Princess
- 2017: Bester Kurzfilm auf dem Transgender Film Festival in Kiel für Princess
- 2017: Prädikat „Besonders wertvoll“ der Deutschen Film- und Medienbewertung für Princess
- 2017: Preis für die beste Regie beim 10. sup' de courts in Paris für Princess
- 2017: Gold Movie Award für den besten Kurzfilm des Monats März für Princess
- 2022: Hofer Goldpreis der Friedrich-Baur-Stiftung für die beste Regieleistung bei einem ersten Langspielfilm